# Lake Renegade

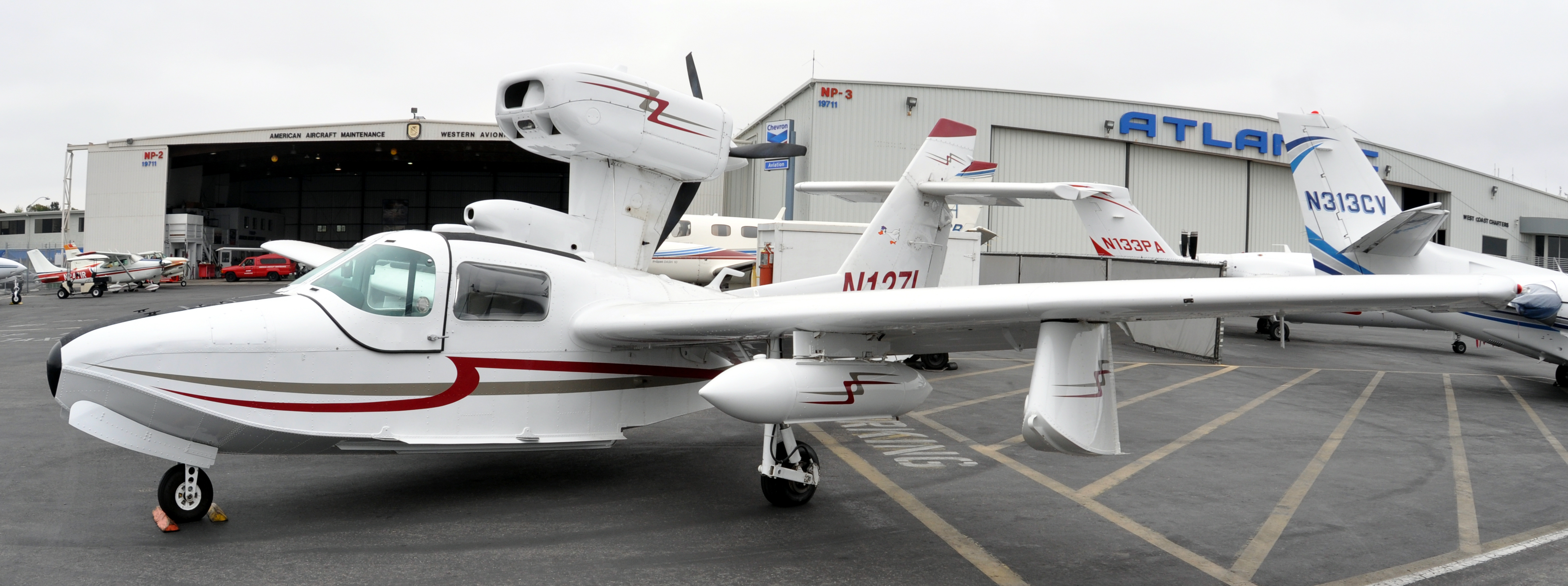
LA-270 Turbo Renegade

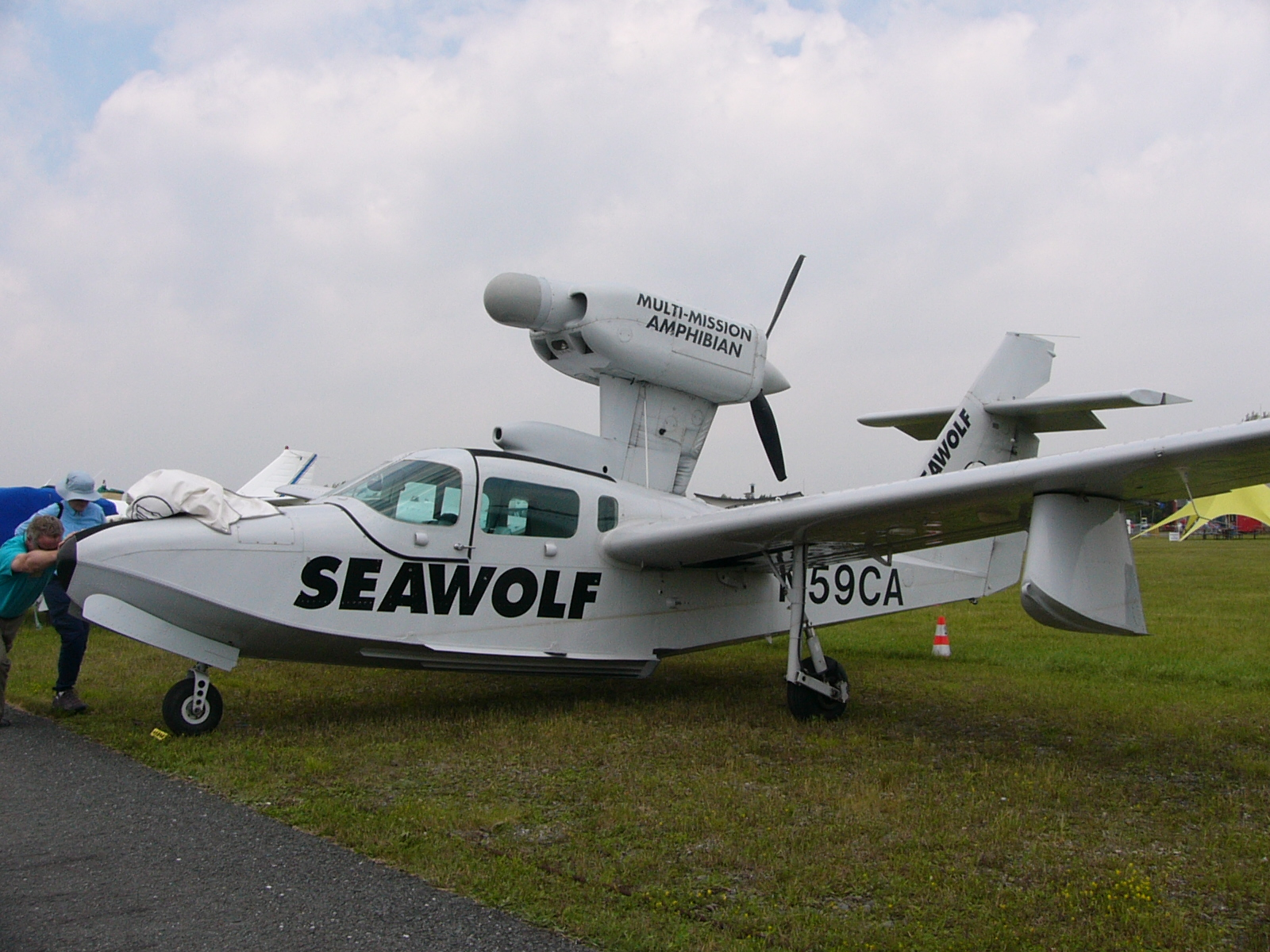
LA-4-250 Seawolf

El Lake LA-250 Renegade es un avión privado anfibio de seis asientos producido en los Estados Unidos desde 1982.

## Diseño y desarrollo
El Renegade es una versión más potente y alargada del Lake Buccaneer, con el que comparte el certificado de tipo, y que le reemplazó en la cadena de producción. A cambio, se obtuvo una ganancia en el número de variantes, incluyendo el militarizado LA-250 Seawolf, el LA-270 Turbo Renegade turbopropulsado y el LA-270 Seafury optimizado para recursos marítimos. Como el Buccaneer, es un diseño convencional de ala media con tren de aterrizaje retráctil triciclo y motor montado en pilón en la parte frontal del fuselaje
La versión Seawolf fue diseñada para el control ligero marítimo y presenta un punto de alta resistencia para el transporte de elementos en las alas, incluyendo bombas, misiles, ametralladoras o equipamiento de rescate. Se dejó espacio para un radar en el frontal de la aeronave, por detrás del motor. El Seafury incluye medidas mejoradas anticorrosión y un interior endurecido para mejorar su servicio en los entorno salados, así como un compartimiento de emergencia que transporta un bote de salvamento.

## Variantes
- LA-250 Renegade - Buccaneer con un ancho de fuselaje de 97 cm., seis asientos, y motor Lycoming IO-540-C4B5
  - LA-250 Seawolf – Renegade militarizado con puntos de anclaje y espacio para radar
- LA-270 Turbo Renegade - Renegade con motor Lycoming TIO-540-AA1AD mejorado hasta 270 c.v. (200 kW)
  - LA-270 Seafury - Renegade para condiciones saladas

## Especificaciones técnicas (LA-250)
Fuente: Jane's All the World's Aircraft 1984–85, 431
- Tripulación: 1
- Capacidad de pasajeros: 5
- Longitud: 8,64 metros (28 pies y 4 pulgadas)
- Envergadura: 11,58 metros (38 pies)
- Altura: 3,05 metros (10 pies)
- Superficie alar: 15,8m²
- Peso en vacío: 839 kg (1.850 lb)
- Peso neto: 1.383 kg (3.050 lb)
- Tipo de motor: Lycoming IO-540-C4B5
- Potencia del motor: 186 kW (250 c.v.)
- Velocidad máxima: 258 km/h (160 mph)
- Alcance: 1.668 km (1.036 mi)
- Techo de vuelo: 4.480 m. (14.700 pies)
- Régimen de ascenso: 4,6 m/s (900 pies/min)

## Citas
- Jane's All the World's Aircraft 1984–85. Londres: Jane's Publishing.
- Simpson, R. W. (1995). Airlife's General Aviation. Shrewsbury: Airlife Publishing.
- Taylor, Michael J. H. (1989). Jane's Encyclopedia of Aviation. Londres: Studio Editions.